# 1963–1964-es kupagyőztesek Európa-kupája
A KEK 1963–1964-es szezonja volt a kupa negyedik kiírása. A győztes a portugál Sporting CP lett, miután a döntőben újrajátszás után legyőzte az MTK együttesét.

## Selejtező
| 1. csapat                                                          | Össz.    | 2. csapat            | 1. mérk. | 2. mérk. |
| ------------------------------------------------------------------ | -------- | -------------------- | -------- | -------- |
| Shelbourne FC                                                      | 1–5      | FC Barcelona         | 0–2      | 1–3      |
| Hamburger SV                                                       | 7–2      | US Luxembourg        | 4–0      | 3–2      |
| Olympique Lyonnais                                                 | 6–2      | Boldklubben 1913     | 3–1      | 3–1      |
| Olimbiakósz                                                        | 2–2      | Zagłębie Sosnowiec   | 2–1      | 0–1      |
| Újrajátszás: 2–0, az Olimbiakósz jutott tovább                     |          |                      |          |          |
| Tottenham Hotspur FC                                               | Erőnyerő |                      |          |          |
| Willem II Tilburg                                                  | 2–7      | Manchester United FC | 1–1      | 1–6      |
| Atalanta BC                                                        | 3–3      | Sporting CP          | 2–0      | 1–3      |
| Újrajátszás: 1–3 (h.u.), a Sporting CP jutott tovább               |          |                      |          |          |
| APÓEL                                                              | 7–0      | FK Gjøvik-Lyn        | 6–0      | 1–0      |
| FC Basel                                                           | 1–10     | Celtic FC            | 1–5      | 0–5      |
| Linzer ASK                                                         | 1–1      | Dinamo Zagreb        | 1–0      | 0–1      |
| Újrajátszás: 1–1 (h.u.), sorsolással a Dinamo Zagreb jutott tovább |          |                      |          |          |
| Sliema Wanderers FC                                                | 0–2      | Borough United       | 0–0      | 0–2      |
| Helsingin Palloseura                                               | 2–12     | ŠK Slovan Bratislava | 1–4      | 1–8      |
| Motor Zwickau                                                      | Erőnyerő |                      |          |          |
| MTK                                                                | 2–1      | PFK Szlavija Szofija | 1–0      | 1–1      |
| Fenerbahçe SK                                                      | 4–2      | Petrolul Ploieşti    | 4–1      | 0–1      |
| Linfield FC                                                        | Erőnyerő |                      |          |          |

## Első forduló
| 1. csapat                                      | Össz. | 2. csapat            | 1. mérk. | 2. mérk. |
| ---------------------------------------------- | ----- | -------------------- | -------- | -------- |
| FC Barcelona                                   | 4–4   | Hamburger SV         | 4–4      | 0–0      |
| Újrajátszás: 2–3, a Hamburger SV jutott tovább |       |                      |          |          |
| Olympique Lyonnais                             | 5–3   | Olimbiakósz          | 4–1      | 1–2      |
| Tottenham Hotspur FC                           | 3–4   | Manchester United FC | 2–0      | 1–4      |
| Sporting CP                                    | 18–1  | APÓEL                | 16–1     | 2–0      |
| Celtic FC                                      | 4–2   | Dinamo Zagreb        | 3–0      | 1–2      |
| Borough United                                 | 0–4   | ŠK Slovan Bratislava | 0–1      | 0–3      |
| Motor Zwickau                                  | 1–2   | MTK                  | 1–0      | 0–2      |
| Fenerbahçe SK                                  | 4–3   | Linfield FC          | 4–1      | 0–2      |

## Negyeddöntő
| 1. csapat                              | Össz. | 2. csapat            | 1. mérk. | 2. mérk. |
| -------------------------------------- | ----- | -------------------- | -------- | -------- |
| Hamburger SV                           | 1–3   | Olympique Lyonnais   | 1–1      | 0–2      |
| Manchester United FC                   | 4–6   | Sporting CP          | 4–1      | 0–5      |
| Celtic FC                              | 2–0   | ŠK Slovan Bratislava | 1–0      | 1–0      |
| MTK                                    | 3–3   | Fenerbahçe SK        | 2–0      | 1–3      |
| Újrajátszás: 1–0, az MTK jutott tovább |       |                      |          |          |

## Elődöntő
| 1. csapat                                     | Össz. | 2. csapat   | 1. mérk. | 2. mérk. |
| --------------------------------------------- | ----- | ----------- | -------- | -------- |
| Olympique Lyonnais                            | 1–1   | Sporting CP | 0–0      | 1–1      |
| Újrajátszás: 0–1, a Sporting CP jutott tovább |       |             |          |          |
| Celtic FC                                     | 3–4   | MTK         | 3–0      | 0–4      |

## Döntő
| 1964. május 13. 19:30 |

| Sporting CP                        | 3–3 (h. u.)     | MTK                     |
| ---------------------------------- | --------------- | ----------------------- |
| Mascarenhas 40' Figueiredo 48' 80' | (1–1, 3–3, 3–3) | Sándor 19' 75' Kuti 73' |

| Heysel Stadion, Brüsszel Nézőszám: 3208 Játékvezető: Lucien van Nuffel (belga) |

Újrajátszás
| 1964. május 15. 19:30 |

| Sporting CP | 1–0   | MTK |
| ----------- | ----- | --- |
| Morais 19'  | (1–0) |     |

| Bosuil Stadium, Antwerpen Nézőszám: 13 924 Játékvezető: Gérard Versyp (belga) |

| Az 1963–1964-es kupagyőztesek Európa-kupája győztese |
| ---------------------------------------------------- |
| Sporting CP 1. cím                                   |

## Lásd még
- 1963–1964-es vásárvárosok kupája
- 1963–1964-es bajnokcsapatok Európa-kupája